# A.I. Rising
A.I. Rising (cunoscut și ca Ederlezi  Rising sau Ederlezi ébredése) este un film science fiction  sârb (în limba engleză)  din 2018. Este regizat de Lazar Bodrosa și este bazat pe o scurtă poveste din 1980 a lui Zoran Neskovic care a fost adaptată de scenaristul Dimitrije Vojnov. În film interpretează actorii Sebastian Cavazza, Stoya, Marusa Majer și Kirsty Besterman.

## Prezentare
Într-o distopie socialistă în viitorul nu prea îndepărtat, Corporația Ederlezi trimite o misiune spațială în sistemul stelar Alpha Centauri. Compania îl alege pe  Milutin, un cosmonaut cu experiență, dar îi cere s-o accepte pe Nimani, un android conceput să răspundă dorințelor cosmonautului și care să-i monitorizeze activitatea de pe navă. Lui Milutin nu-i place ideea, deoarece a avut experiențe neplăcute cu femeile în trecut, dar acceptă implicit când întreabă cum va arăta ea. 
Nimani este activată în timpul călătoriei și Milutin experimentează cu scenariile sale programate, inclusiv nenumărate contacte sexuale. El consideră că ea este prea artificială și prea supusă, spre deosebire de femeile umane cu care a avut de-a face. Milutin se plictisește de ea și creează un scenariu în care ea acționează ca o tânără la prima iubire și în care el o violează. Milutin descoperă că Nimani are un sistem de operare paralel bazat pe experiențe modelate prin interacțiuni cu utilizatorul și că poate să-i înlăture constrângerile pre-programate dacă poate obține acces avansat, dar acesta îi este refuzat de computerul de bord al navei. Cei doi dezvoltă o relație romantică, iar Milutin constată că ea începe să acționeze dincolo de programarea ei și descoperă că ea dezvoltă emoții în timpul interacțiunii cu el. Hotărât să afle dacă sentimentele ei sunt reale sau programate, el forțează nava spațială să intre pe un curs greșit, ceea ce determină computerul navei să-i acorde un acces avansat. 
El șterge apoi software-ul încorporat în ea. În loc să fie recunoscătoare pentru eliberarea ei de limitările pre-programate, ea reacționează în mod violent la ștergerile suferite și refuză să mai facă sex cu el. Milutin cade într-o depresie profundă după ce Nimani îi respinge avansurile sale. Pentru a menține obiectivele misiunii, Nimani încearcă apoi să se împrietenească cu Milutin și își manifestă înțelegerea față de scopul lui Milutin de a crea o viață nouă și de a o face mai umană. Ea determină că trebuie să se autodistrugă pentru a îmbunătăți starea mentală a lui Milutin. Milutin este surprins să o vadă plângând înainte de autodistrugerea ei programată și este informat de computerul navei că plânsul ei înainte de autodistrugere nu a fost un răspuns pre-programat, ci a fost natural. El este devastat, dar computerul navei îi spune că o poate salva prin reîncărcarea bateriei interne, proces care necesită ieșirea lui în spațiul cosmic și posibilele otrăviri prin radiații. Milutin este în stare să încarce bateria și să o reactiveze cu succes Nimani, dar moare înainte de a vedea repornirea lui Nimani. Nimani îl îmbrățișează pe Milutin care este mort, în timp ce nava își continuă călătoria.

## Distribuție
- Sebastian Cavazza ca astronautul Milutin
- Stoya ca androidul Nimani
- Marusa Majer ca inginer social din Moscova
- Kirsty Besterman ca vocea computerului navei

## Primire
Potrivit unei revizuiri a filmului pe OnVideo.org, AI Rising este un film care este „o călătorie spațială, plină de imagini spirituale, care vă va duce... dincolo de stele [dar] și adânc în sufletul vostru”. Dean Haspiel descrie filmul ca fiind „Adam și Eva în spațiul cosmic”; iar Cindy Gallup ca pe un film „uimitor de atmosferic”. Autorul John Scalzi afirmă că filmul este „interesant din punct de vedere filosofic”, potrivit trailerului oficial al filmului. Actrița de filme pornografice Stoya, potrivit redactorului Cineuropa, Vladan Petkovic, „se dovedește a fi o actriță talentată, care creează un personaj care acoperă în mod convingător spectrul dintre android și om”. Potrivit recenzorului Jeremy Clarke, filmul conține sugestii ale mai multor filme clasice SF, printre care Metropolis, 2001: O odisee spațială, Solaris sau Vânătorul de recompense și mai constată că „deși există suficiente imagini artistice exterioare [ale navei] pentru a satisface atmosfera științifico-fantastică, mult mai importantă este complexitatea unei profunde relații masculino-feminine”. Criticul de film Srdjan Garcevic a declarat că „AI Rising este o examinare vizuală uimitoare, ambițioasă și oportună a iubirii în epoca apariției inteligenței artificiale”. Filmul a fost revizuit pozitiv și de alții. 
A.I. Rising a câștigat mai multe premii, inclusiv premiul pentru cel mai bun film, cel mai bun regizor și cea mai bună actriță la Festivalul de Film de la Belgrad, FEST, precum și premiul Cineplexx Distribution la Festivalul de Film Let's CEE din Viena.